# 아얌 프르칙

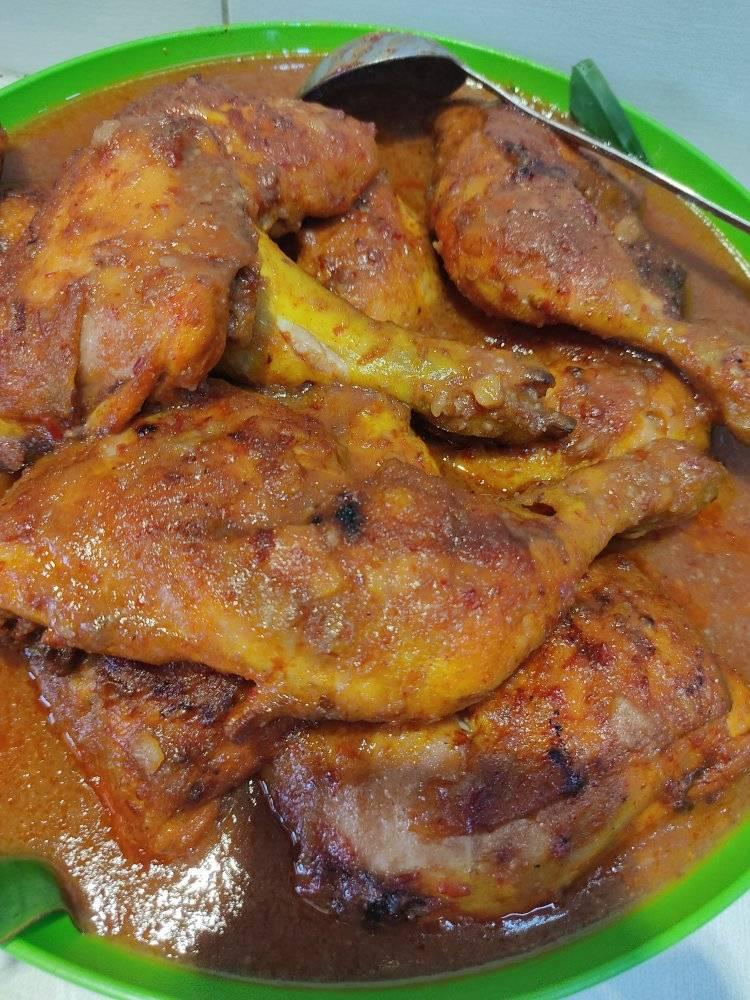
아얌 프르칙

아얌 프르칙(말레이어: ayam percik)은 말레이시아의 닭고기 요리이다. 말레이반도 동부 해안의 클란탄, 트렝가누 지역의 전통 음식이며, 특히 라마단 기간에 즐겨 먹는다. 강황과 생강, 양파, 샬롯, 레몬그래스, 고추 등을 넣은 코코넛밀크에 재어 두었다가 직화구이한 닭다리 요리로, 굽는 동안 계속 양념을 끼얹어 겉이 바삭바삭하다. 나시 울람, 부두, 삼발 블라찬 등을 곁들인다.